# Любове моя, допоможи мені
«Любове моя, допоможи мені» (італ. «Amore mio aiutami») — італійська драматична кінокомедія з Альберто Сорді й Монікою Вітті у головних ролях, що вийшла 3 жовтня 1969 року.

## Сюжет
Директор банку Джованні Макіавеллі вважає, що його взаємини з дружиною Раффаеллою стали занадто старомодними. Але як тільки Рафаелла закохується в іншу людину, ревнивий Джованні розуміє, що виявився не готовий до таких «вільних стосунків» і готовий на все, щоб повернути свою дружину.

## У ролях
| Альберто Сорді      | ···· | Джованні Макіавеллі  |
| Моніка Вітті        | ···· | Рафаелла             |
| Сільвано Транквіллі | ···· | Валеріо Мантовані    |
| Лаура Адані         | ···· | Елена, мати Рафаелли |
| Уго Грегоретті      | ···· | Мікеле Пароді        |
| Маріоліна Каннулі   | ···· | Даніла Пароді        |
| Мауріціо Давіні     | ···· | Роберто              |
| Нестор Гаре         | ···· | священик Барделла    |
| Гаетано Імбро       | ···· | медик                |
| Карл-Отто Альберті  | ···· | хореограф Бауер      |

## Знімальна група
| Режисер    | ···· | Альберто Сорді                                   |
| Сценарій   | ···· | Родольфо Сонего, Тулліо Пінеллі, Альберто Сорді  |
| Продюсер   | ···· | Джанні Хект Лукарі, Фаусто Сарачені              |
| Оператор   | ···· | Карло Ді Пальма                                  |
| Композитор | ···· | П'єро Піччоні                                    |
| Художник   | ···· | Флавіо Могеріні, Бруна Пармезан, Еміліо Балделлі |
| Монтаж     | ···· | Франко Фратічеллі                                |